# Dikpootpanterspin
De dikpootpanterspin (Alopecosa cuneata) is een spinnensoort uit de familie van de wolfspinnen (Lycosidae).
De wetenschappelijke naam van de soort werd in 1758 als Araneus cuneatus gepubliceerd door Carl Alexander Clerck.
De dikvoetpanterspin komt algemeen voor in het gehele Palearctisch gebied. Hij wordt vooral gevonden op zonnige en open plekken, bosranden, weilanden, bermen en in droog grasland maar ook in jeneverbessenheide, wijngaarden en steengroeven.